# Maciá
Maciá o Gobernador Maciá es un municipio del distrito Raíces al Sur del departamento Tala en la provincia de Entre Ríos, República Argentina. El municipio comprende la localidad del mismo nombre y un área rural.

## Historia

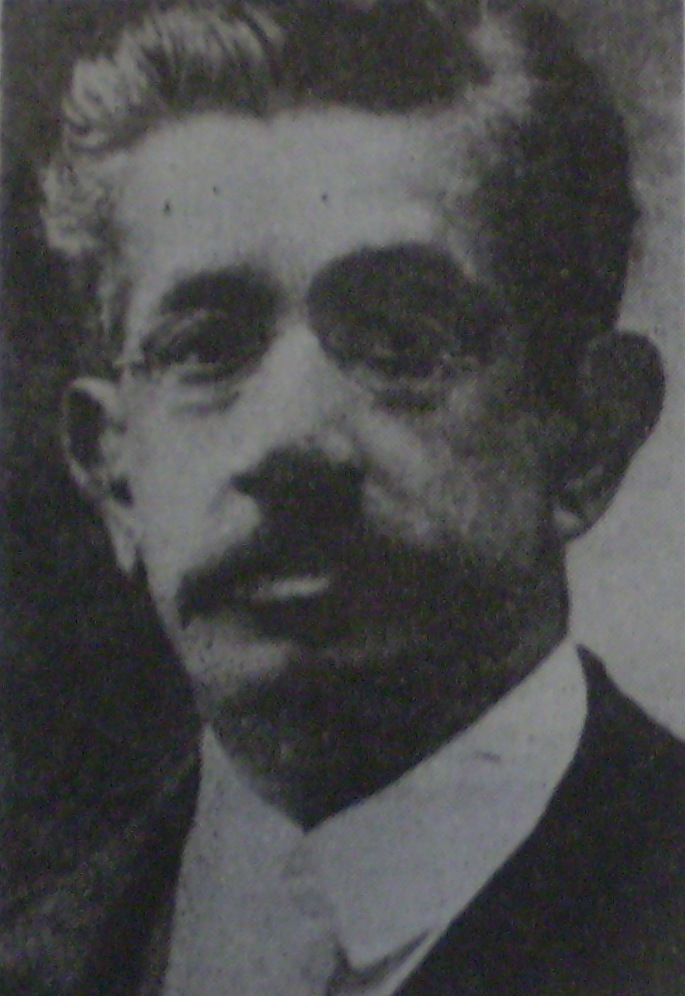
Salvador Maciá, gobernador de la provincia de Entre Ríos entre 1895 y 1899.

Comenzó como estación Ferroviaria Gobernador Maciá. En esta región de la Selva de Montiel la leña y el carbón vegetal se destinaban a las calderas de las locomotoras a vapor. Maciá surgió como estación ferroviaria en el contexto de pleno auge del ferrocarril como medio de transporte de materias primas en un país que diagramaba su estructura para tal fin.
En noviembre de 1898, el gobierno provincial de Salvador Maciá y la empresa The Entre Rios Railways Company Ltd. firmaron un convenio para construir el ramal Sola-San José de Feliciano. El 11 de octubre de 1899 el gobernador Leonidas Echagüe junto al Dr. Maciá inauguraron oficialmente este ramal ante la presencia de criollos de la zona. Esta fecha se toma como fundacional.
Para la época de su formación las familias tradicionales de la zona eran los terratenientes: hermanos Acebal, hermanos Barbiero, Barboza. También se destacaron familias de recién venidos cuyas empresas se basaba en la especulación con la compra-venta de tierras y en emprendimientos comerciales. Así, Lecumberri, Amastriain, Oliver, Ghiglione, Goldaracena, entre otras.
Por ley n.° 3422 promulgada el 2 de enero de 1947 y decreto n.° 23/1947 de 8 de enero de 1947 fue creado el municipio de 2.ª categoría de Estación Gobernador Maciá, gobernado por una junta de fomento.
Pasó a ser ciudad y municipio de 1ª categoría por ley n.° 8857 sancionada el 30 de agosto de 1994, tras superar los 5000 habitantes.

## Fiesta Nacional de la Apicultura
Se realiza año a año en el predio del Parque del Centenario de 6 ha. 

## Producción
El origen productivo de Maciá y su zona fue la explotación del monte para leña y carbón, con la llegada de los primeros inmigrantes la actividad fue tomando un giro hacia la actividad agrícola-ganadera,  tradicional de la provincia de Entre Ríos. 
La producción local ha ido cambiando a través del tiempo, una actividad como la avicultura que fue una de las más importantes hoy se concentra en una sola gran empresa que produce huevos con muy alta tecnología.
Actualmente se pueden considerar 4 ejes productivos de importancia que se desarrollan en la zona: Apicultura, Lechería, Agricultura y Ganadería. Existen otras actividades menores como la avicultura (pollos), cría de cerdos, etc.
Las condiciones agroecológicas y la conciencia ambientalista de los productores de la microrregión de Maciá, le aseguran a inversores el valor más importante para tener en cuenta en el futuro.
Apicultura: la actividad que más se ha desarrollado desde hace tres décadas, existen unos 350 productores apícolas y se mantiene en pleno crecimiento. La producción de miel de la zona es de unas 1.500 Tn anuales, con una miel característica que es la miel de chilca. La actividad desarrollada por los productores se ve acompañada por una industria relacionada.
Lechería: la segunda actividad en importancia, ya que cuenta con un importante número de productores, con una característica importante, prácticamente la totalidad de estos industrializa su producción láctea convirtiéndola en queso de rayar (Sardo Argentino).
Ganadería: la ganadería tradicional bovina sigue ocupando un lugar importante en la cadena productiva, en la zona se producen animales de carne de alta calidad de las razas Hereford, Aberdeen Angus, Braford, Brangus. Existen diversas cabañas ganaderas.
Agricultura: la agricultura ha tenido un crecimiento en los últimos años avanzándose hacia una agricultura conservacionista. Las productos que se cultivan son por orden de importancia: Trigo, Soja, Maíz, Girasol, Lino.
Actividades Industriales: existe una interesante diversidad industrial. El más importante de los sectores es de la madera,  que cuenta con 4 empresas importantes y muchas microempresas que se dedican a industrialización del algarrobo, para la fabricación de recipientes de uso gastronómicos(platos, pizzeras, mates, yerberas, paneras, etc.)
Otras actividades se desarrollan en este ámbito como fábrica de aberturas de madera, muebles, implementos rurales, aserraderos.
A la actividad productiva apícola se le suman industrias relacionadas, como fábrica de implementos para la apicultura, fraccionadora de miel, fábrica de material para colmenas, indumentaria apícola.
Otras industrias como metalúrgicas, alimento para animales, premoldeados de hormigón. La actividad industrial se encuentra eximida impositivamente en el ámbito de la ciudad de Maciá.

### Comercio y servicios
Estos sectores de mucha dinámica cuenta con 200 actividades registradas.

## Población
Contaba con 6180 habitantes (Indec, 2001), lo que representa un crecimiento del 33,56 % frente a los 4,347 habitantes (Indec, 1991) del censo anterior.

## Escuelas
La localidad cuenta con cuatro establecimientos Educativos de Nivel Primario, un establecimiento de Nivel Especial, dos de Educación Media, dos establecimientos con Modalidad "Jóvenes y Adultos", un Instituto de Formación Docente, y un Instituto de Formación Terciario.

## Parroquias de la Iglesia católica en Maciá
| Diócesis   | Gualeguaychú                           |
| ---------- | -------------------------------------- |
| Parroquias | Nuestra Señora de la Medalla Milagrosa |